# Mischa Cotlar
Mischa Cotlar   (Sarni, 1 d'agost de 1913 - Buenos Aires, 16 de gener de 2007) va ser un matemàtic nascut a l'Imperi Rus, però que va treballar a Amèrica del Sud.

## Vida i Obra
La família Cotlar, ucraïnesos d'ascendència jueva, va emigrar a Uruguay el 1928 quan Mischa tenia quinze anys. Eren molt pobres i tota la família treballava; el pare venent diaris, el germà xofer de tramvia i Mischa tocant el piano a un bar del port de quatre de la tarda a quatre de la matinada. Quan el seu pare va guanyar el campionat nacional d'escacs, va cridar l'atenció del matemàtic uruguaià Rafael Laguardia, qui, sorprès per l'habilitat de Mischa amb les matemàtiques, el va convidar als seus seminaris i li va buscar feina en un quartet, en el qual va conèixer l'insigne violinista Jan Tomasow, amb qui va mantenir una amistat duradora. El 1934, Julio Rey Pastor va donar unes conferències a Montevideo que el van incitar a marxar a Buenos Aires l'any següent. A Buenos Aires va conèixer Yanny Frenkel, una estudiant de doctorat de Rey Pastor també d'origen rus, amb qui es va casar el 1938. Com que no tenia cap qualificació acadèmica, es guanyava la vida amb classes particulars. El 1950 va obtenir una beca Guggenheim, que li va permetre anar a la universitat Yale per obtenir el doctorat sota la direcció de Shizuo Kakutani, però aquesta universitat li va negar el títol perquè no era graduat i va haver d'anar a la universitat de Chicago on li van concedir el doctorat el 1953 amb una tesi sobre la transformada de Hilbert dirigida per Antoni Zygmund.
En tornar a l'Argentina el 1953 va ser professor de la universitat de Cuyo a Mendoza fins al 1957 quan va passar a la universitat de Buenos Aires. El 1966, quan un cop d'estat va deposar el president Arturo Illia i van ser assaltades les universitats, va dimitir i l'any següent va acceptar una plaça docent a la universitat Rutgers a Nova Jersey (Estats Units). Després d'unes estances a la universitat de Niça i a la universitat Central de Veneçuela, va retornar a l'Argentina on va ser professor de la universitat nacional de La Plata. Però el 1974, enmig d'una situació política molt deteriorada, va deixar altre cop el país per a ser professor de la universitat Central de Veneçuela a Caracas, en al qual es va retirar. Amb el retorn de la democràcia a l'Argentina, va començar a fer-hi freqüents viatges acadèmics.
Cotlar va publicar un centenar de treballs entre articles i monografies, la meitat d'ells en col·laboració amb Cora Sadosky. És recordat, sobre tot, pel lema de Cotlar-Stein, que conceptualitza els operadors que conflueixen en un espai de Hilbert.